# 金州 (辽宁)
金州，金朝到清朝在今辽宁大连市金州区设置的州。
金州在辽朝时期为苏州。辽兴宗置苏州。金朝皇统三年（1143年）降为化成县，属复州。贞祐四年（1216年）五月升为金州。置金州防御使。元朝沿袭，属于辽阳行省。1372年，明朝获得金州，属山东布政使司。1375年，置金州卫，属辽东都指挥使司。1395年，废除州制，专行卫制。治所在今金州区城。
1661年，清朝设金州巡检司，隶于海城县。1680年，金州巡检司改设金州营。1727年，复设金州巡检司，隶复州通判。1734年，裁金州巡检司设宁海县，隶奉天府。1843年，升宁海县为金州厅，隶奉天府尹。1894年，日本侵占辽东半岛，在金州设立军政署。1895年，俄、德、法三国干涉还辽，清朝恢复金州厅与金州协领衙门建制。1897年冬，沙俄舰队侵占旅顺口，在金州设“金州行政区”，属“关东州”。1905年，基于《朴次茅斯条约》日本获取了包括金州辖境的关东州的租借权，开始统治金州。1913年，中华民国政府改金州厅为金县，隶奉天省，由于日本的侵占，中华民国未对金州有实际统治。1945年8月，日本投降，同年12月16日，金县正式实行县治。1987年5月，大连市金县更名为大连市金州区。